# Bruce Springsteen/Auszeichnungen für Musikverkäufe

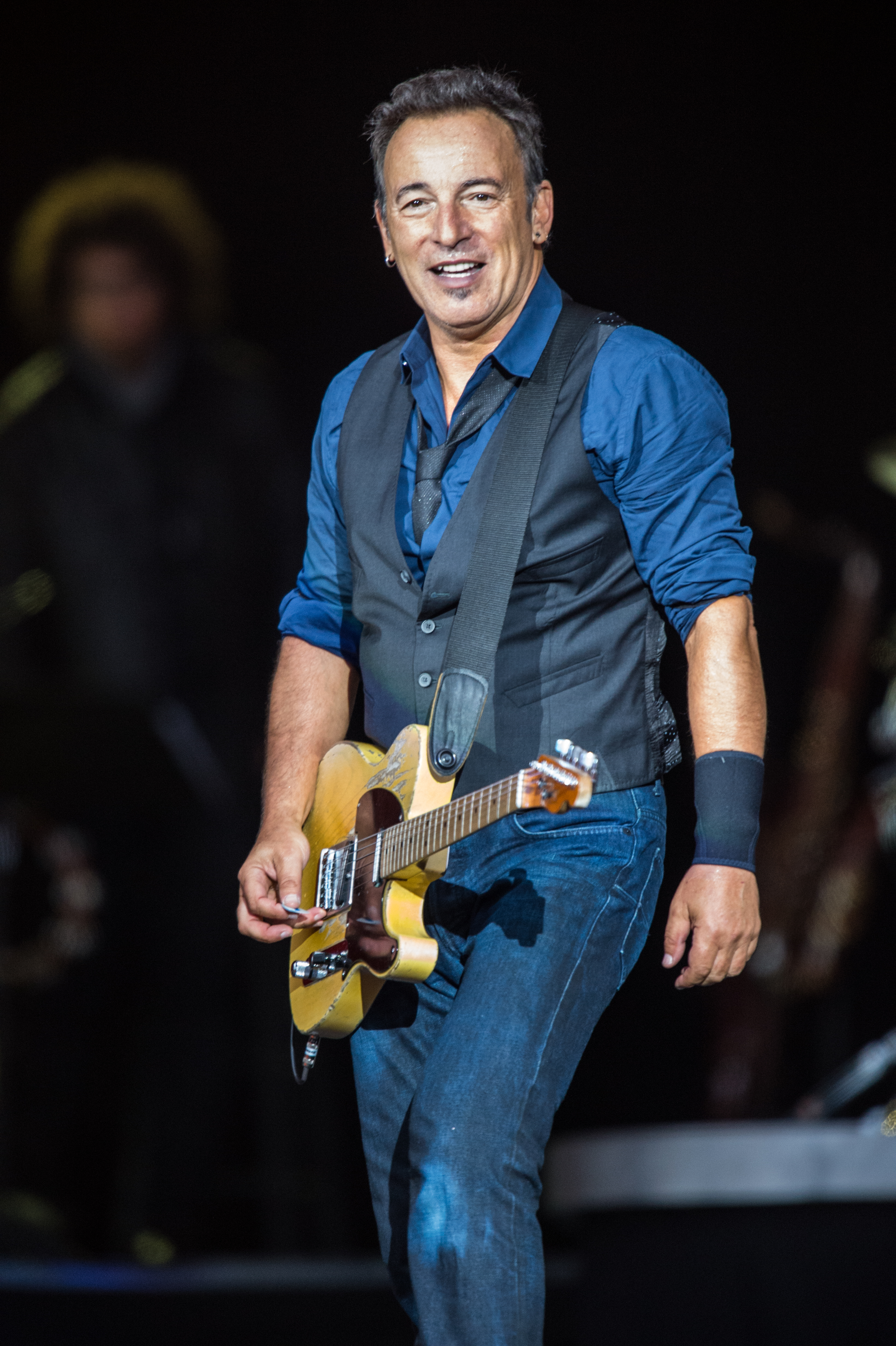
Bruce Springsteen (2012)

Dies ist eine Übersicht über die Auszeichnungen für Musikverkäufe des US-amerikanischen Rockmusikers Bruce Springsteen. Die Auszeichnungen finden sich nach ihrer Art (Gold, Platin usw.), nach Staaten getrennt in chronologischer Reihenfolge, geordnet sowie nach den Tonträgern selbst, ebenfalls in chronologischer Reihenfolge, getrennt nach Medium (Alben, Singles usw.), wieder.

## Auszeichnungen
| - Vereinigtes Königreich - 1985: für das Album Greetings from Asbury Park, N.J. - 1985: für das Album The Wild, the Innocent & the E Street Shuffle - 2001: für das Album Live in New York City - 2013: für das Album The Collection 1973 – 84 - 2013: für das Album 18 Tracks - 2016: für das Album Tracks - 2016: für das Album Chapter And Verse - 2019: für das Album Springsteen on Broadway - 2020: für das Album The Ties That Bind: The River Collection - 2021: für die Single Secret Garden - 2021: für die Single The River - 2022: für die Single Glory Days - 2022: für das Lied Thunder Road - 2022: für das Album Only the Strong Survive - Australien - 2007: für das Album Magic - 2008: für das Album Greetings from Asbury Park, N.J. - 2008: für das Album The Wild, the Innocent & the E Street Shuffle - 2008: für das Album The Ghost of Tom Joad - 2008: für das Album Devils & Dust - 2013: für das Album Wrecking Ball - 2014: für das Album High Hopes - 2022: für die Single Santa Claus Is Comin’ to Town - 2023: für das Album Chapter And Verse - 2023: für die Single Brilliant Disguise - 2023: für die Single Cover Me - 2023: für die Single Human Touch - 2023: für die Single My Hometown - 2023: für die Single Tougher Than The Rest - 2023: für das Lied Thunder Road - Belgien - 1998: für das Album Tracks - 2002: für das Album The Rising - 2005: für das Album Devils & Dust - 2007: für das Album Magic - 2009: für das Album Working on a Dream - Brasilien - 1995: für das Album The Ghost of Tom Joad - Dänemark - 2004: für das Videoalbum Live in Barcelona - 2005: für das Album Devils & Dust - 2011: für das Album The Promise - 2016: für das Album Live in Dublin - 2022: für die Single The River - 2023: für die Single Santa Claus Is Comin’ to Town - 2023: für die Single Hungry Heart - 2024: für die Single Tougher Than The Rest - 2024: für das Album The River - Deutschland - 1987: für das Album Tunnel of Love - 1988: für das Album Live 1975–85 - 1989: für das Album The River - 1992: für das Album Lucky Town - 1992: für das Album Human Touch - 1994: für die Single Streets of Philadelphia - 1994: für das Videoalbum Video Anthology / 1978/88 - 2002: für das Videoalbum Live in New York City - 2010: für das Album Working on a Dream - 2010: für das Videoalbum London Calling: Live in Hyde Park - 2014: für das Album High Hopes - 2021: für das Album Western Stars - 2022: für das Album Devils & Dust - 2022: für das Album We Shall Overcome: The Seeger Sessions - 2022: für das Album The Promise - 2022: für das Album Letter to You - 2023: für die Single Born in the U.S.A. - 2023: für die Single I’m on Fire - 2024: für die Single Dancing in the Dark - Finnland - 1985: für das Album Born to Run - 1987: für das Album Live 1975–85 - 1987: für das Album Tunnel of Love - 1990: für das Album The River - 1992: für das Album Human Touch - 1992: für das Album Lucky Town - 2002: für das Album The Rising - 2006: für das Album The Essential Bruce Springsteen - 2009: für das Album Working on a Dream - Frankreich - 1985: für das Album Nebraska - 1994: für die Single Streets of Philadelphia - 1995: für das Videoalbum Video Anthology / 1978/88 - 1995: für das Album Born to Run - 1996: für das Album The Ghost of Tom Joad - 2001: für das Album Live 1975–85 - 2002: für das Videoalbum Live in New York City - 2002: für das Album The Rising - 2003: für das Videoalbum Live in Barcelona - 2010: für das Videoalbum London Calling: Live in Hyde Park - 2012: für das Album Wrecking Ball - 2014: für das Album High Hopes - 2021: für das Album Letter to You - 2023: für das Album Only the Strong Survive - 2023: für das Album Western Stars - Irland - 2005: für das Album Born to Run: 30th Anniversary Edition - 2010: für das Videoalbum London Calling: Live in Hyde Park - Italien - 2009: für das Album Greatest Hits (Bruce Springsteen & The E Street Band) - 2016: für das Album Born to Run - 2017: für das Album Chapter And Verse - 2019: für die Single Born to Run - 2019: für das Album Springsteen on Broadway - 2019: für das Album The Essential Bruce Springsteen - 2020: für das Album The River - 2022: für das Album Only the Strong Survive - Japan - 1992: für das Album Human Touch - 1992: für das Album Lucky Town - Kanada - 1984: für das Album Nebraska - 1986: für die Single My Hometown - 1988: für das Album Chimes of Freedom - 1995: für das Album The Ghost of Tom Joad - 1999: für das Album Tracks - 2006: für das Album Devils & Dust - 2007: für das Album We Shall Overcome: The Seeger Sessions - 2012: für das Album Wrecking Ball - 2025: für das Lied Sandpaper - Neuseeland - 1978: für das Album Darkness on the Edge of Town - 1986: für das Album Live 1975–85 - 1992: für das Album Human Touch - 1992: für das Album Lucky Town - 2005: für das Album Devils & Dust - 2007: für das Album Magic - 2010: für das Videoalbum London Calling: Live in Hyde Park - 2014: für das Album High Hopes - 2020: für die Single The River - 2022: für das Lied Thunder Road - 2023: für die Single Santa Claus Is Comin’ to Town - 2023: für die Single Secret Garden - 2023: für die Single My Hometown - 2025: für das Album Best of Bruce Springsteen - Niederlande - 1981: für das Album The River - 1986: für das Album Darkness on the Edge of Town (CBS Grammofoonplaten B.V.) - 1986: für das Album Born to Run - 1997: für das Album Darkness on the Edge of Town (Sony Music Ent. (Holland) BV) - 2002: für das Album The Rising - 2007: für das Album Magic - 2009: für das Album Working on a Dream - Norwegen - 1993: für die Single Human Touch - 1994: für die Single Streets of Philadelphia - 1995: für das Album The Ghost of Tom Joad - Österreich - 1992: für das Album Human Touch - 1992: für das Album Lucky Town - 1994: für die Single Streets of Philadelphia - 1997: für das Album The Ghost of Tom Joad - 2003: für das Album The Rising - 2006: für das Album Devils & Dust - 2007: für das Videoalbum Live in Barcelona - 2007: für das Album Magic - 2009: für das Album Working on a Dream - 2012: für das Album Wrecking Ball - 2014: für das Album High Hopes - Portugal - 1987: für das Album Live 1975-85 - 1989: für das Album Tunnel of Love - 2012: für das Album Wrecking Ball - 2022: für das Album Born in the U.S.A. - 2022: für die Single Dancing in the Dark - 2022: für die Single Born in the U.S.A. - Schweden - 1981: für das Album The River - 1999: für das Album 18 Tracks - 2003: für das Videoalbum Live in New York City - 2003: für das Album The Essential Bruce Springsteen - 2003: für das Videoalbum Live in Barcelona - 2005: für das Album Devils & Dust - 2006: für das Album We Shall Overcome: The Seeger Sessions - 2014: für das Album High Hopes - 2021: für das Album Letter to You - Schweiz - 1987: für das Album Live 1975–85 - 1992: für das Album Lucky Town - 2002: für das Album The Rising - 2007: für das Album Magic - 2009: für das Album Working on a Dream - 2012: für das Album Wrecking Ball - 2014: für das Album High Hopes - 2021: für das Album Letter to You - Spanien - 1985: für das Album Born in the U.S.A. - 1993: für das Album In Concert MTV Plugged - 2001: für das Album Live in New York City - 2003: für das Album The Essential Bruce Springsteen - 2006: für das Album Born to Run - 2008: für das Videoalbum The Complete Video Anthology / 1978-2000 - 2010: für das Album The Promise - 2010: für das Videoalbum London Calling: Live in Hyde Park - 2014: für das Album High Hopes - 2019: für das Album Western Stars - 2020: für das Album Letter to You - 2023: für das Album Only the Strong Survive - 2024: für die Single Hungry Heart - 2024: für die Single I’m on Fire - 2024: für die Single The River - Vereinigte Staaten - 1993: für das Videoalbum MTV Plugged - 1996: für das Album The Ghost of Tom Joad - 1997: für das Videoalbum Blood Brothers - 2001: für die Single Cover Me - 2005: für das Videoalbum MTV Unplugged - 2005: für das Album Devils & Dust - 2005: für das Videoalbum VH1 Storytellers - 2006: für das Album We Shall Overcome: The Seeger Sessions - 2007: für das Videoalbum Live in Dublin - 2009: für das Album Working on a Dream - 2010: für das Album The Promise - 2022: für das Album Wrecking Ball - 2022: für die Single Hungry Heart - 2022: für die Single Radio Nowhere - 2022: für die Single Rosalita (Come Out Tonight) - 2022: für die Single Secret Garden - 2022: für die Single The River - Vereinigtes Königreich - 1981: für das Album Darkness on the Edge of Town - 1986: für das Album Live 1975–85 - 1992: für das Album Lucky Town - 1992: für das Album Human Touch - 1993: für das Album In Concert MTV Plugged - 1995: für das Album The Ghost of Tom Joad - 2005: für das Album Devils & Dust - 2013: für das Album Greatest Hits (Bruce Springsteen & The E Street Band) - 2013: für das Videoalbum Live in Dublin - 2013: für das Videoalbum London Calling: Live in Hyde Park - 2013: für das Videoalbum VH1 Storytellers - 2013: für das Videoalbum Video Anthology / 1978/88 - 2013: für das Album Wrecking Ball - 2013: für das Album Working on a Dream - 2013: für das Album We Shall Overcome: The Seeger Sessions - 2013: für das Album The Promise - 2013: für das Album Nebraska - 2013: für das Album Magic - 2014: für das Videoalbum MTV Unplugged - 2014: für das Album High Hopes - 2019: für das Album Western Stars - 2020: für das Album Letter to You - 2021: für das Videoalbum Western Stars - 2025: für die Single Hungry Heart - 2025: für das Album Best of Bruce Springsteen | - Frankreich - 1988: für das Album Tunnel of Love - 1995: für das Album The River - Australien - 1992: für das Album Human Touch - 1992: für das Album Lucky Town - 2003: für das Album The Rising - 2008: für das Album The Ghost of Tom Joad - 2008: für das Album Nebraska - 2008: für das Album Live 1975–85 - 2010: für das Videoalbum Live in Dublin - 2017: für das Videoalbum VH1 Storytellers - 2017: für das Videoalbum MTV Plugged - 2017: für die Single Secret Garden - 2023: für die Single Glory Days - 2023: für die Single Hungry Heart - 2023: für die Single The River - Belgien - 1986: für das Album Born in the U.S.A. - 1995: für das Album Greatest Hits - Dänemark - 2003: für das Album The Rising - 2006: für das Album We Shall Overcome: The Seeger Sessions - 2008: für das Album Magic - 2009: für das Album Working on a Dream - 2020: für das Album Greatest Hits (Bruce Springsteen & The E Street Band) - 2022: für die Single Dancing in the Dark - 2024: für die Single I’m on Fire - 2024: für die Single Born in the U.S.A. - 2025: für die Single Streets of Philadelphia - Deutschland - 2002: für das Album The Rising - 2004: für das Videoalbum Live in Barcelona - 2013: für das Album Wrecking Ball - 2022: für das Album Magic - Europa - 1992: für das Album Lucky Town - 1992: für das Album Human Touch - 1996: für das Album The Ghost of Tom Joad - 2002: für das Album The Rising - 2007: für das Album Magic - Finnland - 1997: für das Album Greatest Hits - 2012: für das Album Wrecking Ball - Frankreich - 1988: für das Album Born in the U.S.A. - 1997: für das Album Greatest Hits - Irland - 2005: für das Album Devils & Dust - 2007: für das Album Live in Dublin - 2009: für das Album Greatest Hits - 2010: für das Album The Promise - 2012: für das Album Wrecking Ball - Italien - 2009: für das Album Working on a Dream - 2012: für das Album Wrecking Ball - 2016: für das Album High Hopes - 2016: für das Album The Promise - 2019: für das Album Greatest Hits - 2020: für das Album Western Stars - 2021: für das Album Letter to You - 2021: für die Single Born in the U.S.A. - 2023: für die Single Dancing in the Dark - 2024: für die Single Streets of Philadelphia - 2024: für die Single I’m on Fire - 2024: für die Single Santa Claus Is Comin’ to Town - Japan - 1996: für das Album Greatest Hits - Kanada - 1978: für das Album Darkness on the Edge of Town - 1985: für die Single Dancing in the Dark - 2005: für das Videoalbum VH1 Storytellers - 2009: für das Album Working on a Dream - Mexiko - 2020: für das Album Born in the U.S.A. - Neuseeland - 1985: für das Album Born to Run - 1985: für das Album Nebraska - 1988: für das Album Tunnel of Love - 2002: für das Album The Rising - 2009: für das Videoalbum MTV Unplugged - 2020: für das Album The Essential Bruce Springsteen - 2021: für die Single Glory Days - 2022: für die Single Streets of Philadelphia - 2023: für die Single Hungry Heart - Niederlande - 1988: für das Album Tunnel of Love (CBS Grammofoonplaten B.V.) - 1991: für das Album Tunnel of Love (Sony Music Entertainment) - 1995: für das Album Live 1975–85 - Norwegen - 1987: für das Album Tunnel of Love - 2003: für das Album The Rising - 2003: für das Album The Essential Bruce Springsteen - Portugal - 2004: für das Videoalbum Live in Barcelona - Schweden - 1988: für das Album Tunnel of Love - 1990: für das Album Live 1975–85 - 1992: für das Album Human Touch - 1992: für das Album Lucky Town - 2009: für das Album Working on a Dream - 2009: für das Album Greatest Hits - 2011: für das Album The Promise - 2012: für das Album Wrecking Ball - Schweiz - 1993: für das Album Human Touch - 1995: für das Album Greatest Hits - 1998: für das Album Tunnel of Love - Spanien - 1992: für das Album Human Touch - 1992: für das Album Lucky Town - 1996: für das Album The Ghost of Tom Joad - 1999: für das Album 18 Tracks - 2002: für das Album The Rising - 2007: für das Album Magic - 2009: für das Album Working on a Dream - 2012: für das Album Wrecking Ball - 2019: für das Album Live in Dublin - 2024: für die Single Streets of Philadelphia - 2024: für die Single Born in the U.S.A. - Vereinigte Staaten - 1989: für das Album Nebraska - 1992: für das Album Human Touch - 1992: für das Album Lucky Town - 1998: für das Album Tracks - 2002: für das Album Live in New York City - 2007: für das Album Magic - 2022: für das Lied Thunder Road - 2022: für die Single Glory Days - 2022: für die Single Santa Claus Is Comin’ to Town - 2022: für die Single Streets of Philadelphia - 2022: für die Single My Hometown - Vereinigtes Königreich - 1981: für das Album The River - 1985: für das Album Born to Run - 1987: für das Album Tunnel of Love - 2013: für das Videoalbum Live in Barcelona - 2013: für das Videoalbum Born to Run 30th Anniversary Edition - 2013: für das Videoalbum Live in New York City - 2014: für das Album The Essential Bruce Springsteen - 2015: für das Album The Rising - 2020: für die Single Streets of Philadelphia - 2022: für die Single Born to Run - 2023: für die Single I’m on Fire - 2023: für die Single Santa Claus Is Comin’ to Town - 2024: für die Single Born in the U.S.A. - Australien - 2008: für das Album Born to Run - 2016: für das Album The Essential Bruce Springsteen - 2017: für das Videoalbum Live in New York City - 2017: für das Album Tunnel of Love - 2017: für das Videoalbum London Calling: Live in Hyde Park - 2023: für die Single Born to Run - Deutschland - 1989: für das Album Born in the U.S.A. - 2001: für das Album Greatest Hits - Finnland - 1997: für das Album Born in the U.S.A. - Irland - 2006: für das Album We Shall Overcome: The Seeger Sessions - 2009: für das Album Working on a Dream - Italien - 2025: für das Album Born in the U.S.A. - Kanada - 1981: für das Album The River - 1984: für das Album Born to Run - 1990: für das Videoalbum Video Anthology / 1978/88 - 1992: für das Album Human Touch - 1992: für das Album Lucky Town - Neuseeland - 1981: für das Album The River - 2023: für die Single Born in the U.S.A. - 2024: für die Single Born to Run - Niederlande - 1996: für das Album Greatest Hits - Norwegen - 1995: für das Album Greatest Hits - Österreich - 1996: für das Album Greatest Hits - Schweden - 2002: für das Album The Rising - 2007: für das Album Magic - Spanien - 1988: für das Album Tunnel of Love - 1996: für das Album Greatest Hits - 2003: für das Videoalbum Live in Barcelona - 2019: für das Album Devils & Dust - 2019: für das Album We Shall Overcome: The Seeger Sessions - 2019: für das Videoalbum Live in New York City - 2025: für die Single Dancing in the Dark - Vereinigte Staaten - 1992: für das Album Greetings from Asbury Park, N.J. - 1999: für das Album The Wild, the Innocent & the E Street Shuffle - 2002: für das Album The Rising - 2016: für das Album The Essential Bruce Springsteen - 2022: für die Single Born to Run - 2022: für die Single I’m on Fire | - Mexiko - 2025: für die Single Dancing in the Dark - Australien - 2008: für das Album The River - 2008: für das Videoalbum Live in Barcelona - 2012: für das Videoalbum Video Anthology / 1978/88 - 2023: für die Single Born in the U.S.A. - 2023: für die Single Streets of Philadelphia - Irland - 2007: für das Album Magic - Kanada - 1987: für das Album Tunnel of Love - Schweiz - 1991: für das Album Born in the U.S.A. - Vereinigte Staaten - 1988: für das Album Tunnel of Love - 1989: für das Videoalbum Video Anthology / 1978/88 - 1999: für das Album Darkness on the Edge of Town - 2002: für das Videoalbum Live in New York City - 2022: für die Single Born in the U.S.A. - Vereinigtes Königreich - 1985: für das Album Born in the U.S.A. - 2024: für die Single Dancing in the Dark - Dänemark - 2025: für das Album Born in the U.S.A. - Kanada - 1996: für das Album Greatest Hits - Neuseeland - 2017: für das Album Greatest Hits - 2025: für die Single I’m on Fire - Vereinigte Staaten - 2004: für das Videoalbum Live in Barcelona - 2022: für die Single Dancing in the Dark - Australien - 2023: für die Single Fire - Dänemark - 2018: für das Album Greatest Hits - Europa - 2003: für das Album Greatest Hits - Neuseeland - 2024: für die Single Dancing in the Dark - Vereinigte Staaten - 2003: für das Album The River - Vereinigtes Königreich - 2021: für das Album Greatest Hits - Vereinigte Staaten - 2022: für das Album Greatest Hits - Vereinigte Staaten - 2022: für das Album Born to Run - Australien - 2024: für die Single Dancing in the Dark - Australien - 2022: für das Album Greatest Hits - Vereinigte Staaten - 2000: für das Album Live 1975–85 - Australien - 2021: für das Album Born in the U.S.A. - Neuseeland - 2017: für das Album Born in the U.S.A. - Vereinigte Staaten - 2022: für das Album Born in the U.S.A. - Kanada - 1985: für das Album Born in the U.S.A. |

## Auszeichnungen nach Alben

### Greetings from Asbury Park, N.J.
| Land/Region                  | Auszeichnungen für Musikverkäufe (Land/Region, Auszeichnung, Verkäufe) | Verkäufe  |
| ---------------------------- | ---------------------------------------------------------------------- | --------- |
| Australien (ARIA)            | Gold                                                                   | 35.000    |
| Vereinigte Staaten (RIAA)    | 2× Platin                                                              | 2.000.000 |
| Vereinigtes Königreich (BPI) | Silber                                                                 | 60.000    |
| Insgesamt                    | 1× Silber · 1× Gold · 2× Platin ·                                      | 2.095.000 |

### The Wild, the Innocent & the E Street Shuffle
| Land/Region                  | Auszeichnungen für Musikverkäufe (Land/Region, Auszeichnung, Verkäufe) | Verkäufe  |
| ---------------------------- | ---------------------------------------------------------------------- | --------- |
| Australien (ARIA)            | Gold                                                                   | 35.000    |
| Vereinigte Staaten (RIAA)    | 2× Platin                                                              | 2.000.000 |
| Vereinigtes Königreich (BPI) | Silber                                                                 | 60.000    |
| Insgesamt                    | 1× Silber · 1× Gold · 2× Platin ·                                      | 2.095.000 |

### Born to Run
| Land/Region                  | Auszeichnungen für Musikverkäufe (Land/Region, Auszeichnung, Verkäufe) | Verkäufe  |
| ---------------------------- | ---------------------------------------------------------------------- | --------- |
| Australien (ARIA)            | 2× Platin                                                              | 140.000   |
| Finnland (IFPI)              | Gold                                                                   | 25.000    |
| Frankreich (SNEP)            | Gold                                                                   | 100.000   |
| Irland (IRMA)                | Gold                                                                   | 7.500     |
| Italien (FIMI)               | Gold                                                                   | 25.000    |
| Kanada (MC)                  | 2× Platin                                                              | 200.000   |
| Neuseeland (RMNZ)            | Platin                                                                 | 20.000    |
| Niederlande (NVPI)           | Gold                                                                   | 50.000    |
| Spanien (Promusicae)         | Gold                                                                   | 50.000    |
| Vereinigte Staaten (RIAA)    | 7× Platin                                                              | 7.000.000 |
| Vereinigtes Königreich (BPI) | Platin                                                                 | 300.000   |
| Insgesamt                    | 6× Gold · 13× Platin ·                                                 | 7.917.500 |

### Darkness on the Edge of Town
| Land/Region                  | Auszeichnungen für Musikverkäufe (Land/Region, Auszeichnung, Verkäufe) | Verkäufe  |
| ---------------------------- | ---------------------------------------------------------------------- | --------- |
| Australien (ARIA)            | Platin                                                                 | 70.000    |
| Kanada (MC)                  | Platin                                                                 | 100.000   |
| Neuseeland (RMNZ)            | Gold                                                                   | 10.000    |
| Niederlande (NVPI)           | Gold (CBS) · + Gold (Sony)                                             | 100.000   |
| Vereinigte Staaten (RIAA)    | 3× Platin                                                              | 3.000.000 |
| Vereinigtes Königreich (BPI) | Gold                                                                   | 100.000   |
| Insgesamt                    | 3× Gold · 5× Platin ·                                                  | 3.380.000 |

### The River
| Land/Region                  | Auszeichnungen für Musikverkäufe (Land/Region, Auszeichnung, Verkäufe) | Verkäufe  |
| ---------------------------- | ---------------------------------------------------------------------- | --------- |
| Australien (ARIA)            | 3× Platin                                                              | 210.000   |
| Dänemark (IFPI)              | Gold                                                                   | 10.000    |
| Deutschland (BVMI)           | Gold                                                                   | 250.000   |
| Finnland (IFPI)              | Gold                                                                   | 25.000    |
| Frankreich (SNEP)            | 2× Gold                                                                | 200.000   |
| Italien (FIMI)               | Gold                                                                   | 25.000    |
| Kanada (MC)                  | 2× Platin                                                              | 200.000   |
| Neuseeland (RMNZ)            | 2× Platin                                                              | 40.000    |
| Niederlande (NVPI)           | Gold                                                                   | 50.000    |
| Schweden (IFPI)              | Gold                                                                   | 50.000    |
| Vereinigte Staaten (RIAA)    | 5× Platin                                                              | 5.000.000 |
| Vereinigtes Königreich (BPI) | Platin                                                                 | 300.000   |
| Insgesamt                    | 8× Gold · 13× Platin ·                                                 | 6.360.000 |

### Nebraska
| Land/Region                  | Auszeichnungen für Musikverkäufe (Land/Region, Auszeichnung, Verkäufe) | Verkäufe  |
| ---------------------------- | ---------------------------------------------------------------------- | --------- |
| Australien (ARIA)            | Platin                                                                 | 70.000    |
| Frankreich (SNEP)            | Gold                                                                   | 100.000   |
| Kanada (MC)                  | Gold                                                                   | 50.000    |
| Neuseeland (RMNZ)            | Platin                                                                 | 20.000    |
| Vereinigte Staaten (RIAA)    | Platin                                                                 | 1.000.000 |
| Vereinigtes Königreich (BPI) | Gold                                                                   | 100.000   |
| Insgesamt                    | 3× Gold · 3× Platin ·                                                  | 1.840.000 |

### Born in the U.S.A.
| Land/Region                  | Auszeichnungen für Musikverkäufe (Land/Region, Auszeichnung, Verkäufe) | Verkäufe   |
| ---------------------------- | ---------------------------------------------------------------------- | ---------- |
| Australien (ARIA)            | 14× Platin                                                             | 980.000    |
| Belgien (BRMA)               | Platin                                                                 | 75.000     |
| Dänemark (IFPI)              | 4× Platin                                                              | 80.000     |
| Deutschland (BVMI)           | 2× Platin                                                              | 1.000.000  |
| Finnland (IFPI)              | 2× Platin                                                              | 108.913    |
| Frankreich (SNEP)            | Platin                                                                 | 300.000    |
| Italien (FIMI)               | 2× Platin                                                              | 100.000    |
| Kanada (MC)                  | Diamant                                                                | 1.000.000  |
| Mexiko (AMPROFON)            | Platin                                                                 | 250.000    |
| Neuseeland (RMNZ)            | 17× Platin                                                             | 255.000    |
| Portugal (AFP)               | Gold                                                                   | 7.500      |
| Schweiz (IFPI)               | 3× Platin                                                              | 150.000    |
| Spanien (Promusicae)         | Gold                                                                   | 50.000     |
| Vereinigte Staaten (RIAA)    | 17× Platin                                                             | 17.000.000 |
| Vereinigtes Königreich (BPI) | 3× Platin                                                              | 900.000    |
| Insgesamt                    | 2× Gold · 57× Platin · 2× Diamant ·                                    | 22.246.413 |

### Live 1975–85
| Land/Region                  | Auszeichnungen für Musikverkäufe (Land/Region, Auszeichnung, Verkäufe) | Verkäufe   |
| ---------------------------- | ---------------------------------------------------------------------- | ---------- |
| Australien (ARIA)            | Platin                                                                 | 70.000     |
| Deutschland (BVMI)           | Gold                                                                   | 250.000    |
| Finnland (IFPI)              | Gold                                                                   | 32.402     |
| Frankreich (SNEP)            | Gold                                                                   | 100.000    |
| Neuseeland (RMNZ)            | Gold                                                                   | 10.000     |
| Niederlande (NVPI)           | Platin                                                                 | 100.000    |
| Portugal (AFP)               | Gold                                                                   | 20.000     |
| Schweden (IFPI)              | Platin                                                                 | 100.000    |
| Schweiz (IFPI)               | Gold                                                                   | 25.000     |
| Vereinigte Staaten (RIAA)    | 13× Platin                                                             | 13.000.000 |
| Vereinigtes Königreich (BPI) | Gold                                                                   | 100.000    |
| Insgesamt                    | 7× Gold · 6× Platin · 1× Diamant ·                                     | 13.807.402 |

### Tunnel of Love
| Land/Region                  | Auszeichnungen für Musikverkäufe (Land/Region, Auszeichnung, Verkäufe)   | Verkäufe  |
| ---------------------------- | ------------------------------------------------------------------------ | --------- |
| Australien (ARIA)            | 2× Platin                                                                | 140.000   |
| Deutschland (BVMI)           | Gold                                                                     | 250.000   |
| Finnland (IFPI)              | Gold                                                                     | 40.716    |
| Frankreich (SNEP)            | 2× Gold                                                                  | 200.000   |
| Kanada (MC)                  | 3× Platin                                                                | 300.000   |
| Neuseeland (RMNZ)            | Platin                                                                   | 20.000    |
| Niederlande (NVPI)           | Platin (Sony Music Entertainment) · + Platin (CBS Grammofoonplaten B.V.) | 200.000   |
| Norwegen (IFPI)              | Platin                                                                   | 100.000   |
| Portugal (AFP)               | Gold                                                                     | 20.000    |
| Schweden (IFPI)              | Platin                                                                   | 100.000   |
| Schweiz (IFPI)               | Platin                                                                   | 50.000    |
| Spanien (Promusicae)         | 2× Platin                                                                | 200.000   |
| Vereinigte Staaten (RIAA)    | 3× Platin                                                                | 3.000.000 |
| Vereinigtes Königreich (BPI) | Platin                                                                   | 300.000   |
| Insgesamt                    | 5× Gold · 17× Platin ·                                                   | 4.930.716 |

### Chimes of Freedom
| Land/Region | Auszeichnungen für Musikverkäufe (Land/Region, Auszeichnung, Verkäufe) | Verkäufe |
| ----------- | ---------------------------------------------------------------------- | -------- |
| Kanada (MC) | Gold                                                                   | 50.000   |
| Insgesamt   | 1× Gold ·                                                              | 50.000   |

### Human Touch
| Land/Region                  | Auszeichnungen für Musikverkäufe (Land/Region, Auszeichnung, Verkäufe) | Verkäufe  |
| ---------------------------- | ---------------------------------------------------------------------- | --------- |
| Australien (ARIA)            | Platin                                                                 | 70.000    |
| Deutschland (BVMI)           | Gold                                                                   | (250.000) |
| Europa (IFPI)                | Platin                                                                 | 1.000.000 |
| Finnland (IFPI)              | Gold                                                                   | (45.627)  |
| Japan (RIAJ)                 | Gold                                                                   | 100.000   |
| Kanada (MC)                  | 2× Platin                                                              | 200.000   |
| Neuseeland (RMNZ)            | Gold                                                                   | 7.500     |
| Österreich (IFPI)            | Gold                                                                   | (25.000)  |
| Schweden (IFPI)              | Platin                                                                 | (100.000) |
| Schweiz (IFPI)               | Platin                                                                 | (50.000)  |
| Spanien (Promusicae)         | Platin                                                                 | (100.000) |
| Vereinigte Staaten (RIAA)    | Platin                                                                 | 1.000.000 |
| Vereinigtes Königreich (BPI) | Gold                                                                   | (100.000) |
| Insgesamt                    | 6× Gold · 8× Platin ·                                                  | 2.377.500 |

### Lucky Town
| Land/Region                  | Auszeichnungen für Musikverkäufe (Land/Region, Auszeichnung, Verkäufe) | Verkäufe  |
| ---------------------------- | ---------------------------------------------------------------------- | --------- |
| Australien (ARIA)            | Platin                                                                 | 70.000    |
| Deutschland (BVMI)           | Gold                                                                   | (250.000) |
| Europa (IFPI)                | Platin                                                                 | 1.000.000 |
| Finnland (IFPI)              | Gold                                                                   | (28.642)  |
| Japan (RIAJ)                 | Gold                                                                   | 100.000   |
| Kanada (MC)                  | 2× Platin                                                              | 200.000   |
| Neuseeland (RMNZ)            | Gold                                                                   | 7.500     |
| Österreich (IFPI)            | Gold                                                                   | (25.000)  |
| Schweden (IFPI)              | Platin                                                                 | (100.000) |
| Schweiz (IFPI)               | Gold                                                                   | (25.000)  |
| Spanien (Promusicae)         | Platin                                                                 | (100.000) |
| Vereinigte Staaten (RIAA)    | Platin                                                                 | 1.000.000 |
| Vereinigtes Königreich (BPI) | Gold                                                                   | (100.000) |
| Insgesamt                    | 7× Gold · 8× Platin ·                                                  | 2.377.500 |

### In Concert MTV Plugged
| Land/Region                  | Auszeichnungen für Musikverkäufe (Land/Region, Auszeichnung, Verkäufe) | Verkäufe |
| ---------------------------- | ---------------------------------------------------------------------- | -------- |
| Spanien (Promusicae)         | Gold                                                                   | 50.000   |
| Vereinigtes Königreich (BPI) | Gold                                                                   | 100.000  |
| Insgesamt                    | 2× Gold ·                                                              | 150.000  |

### Greatest Hits
| Land/Region                  | Auszeichnungen für Musikverkäufe (Land/Region, Auszeichnung, Verkäufe) | Verkäufe    |
| ---------------------------- | ---------------------------------------------------------------------- | ----------- |
| Australien (ARIA)            | 10× Platin                                                             | 700.000     |
| Belgien (BRMA)               | Platin                                                                 | (50.000)    |
| Dänemark (IFPI)              | 5× Platin                                                              | (100.000)   |
| Deutschland (BVMI)           | 2× Platin                                                              | (1.000.000) |
| Europa (IFPI)                | 5× Platin                                                              | 5.000.000   |
| Finnland (IFPI)              | Platin                                                                 | (76.419)    |
| Frankreich (SNEP)            | Platin                                                                 | (300.000)   |
| Irland (IRMA)                | Platin                                                                 | (15.000)    |
| Italien (FIMI)               | Platin                                                                 | (50.000)    |
| Japan (RIAJ)                 | Platin                                                                 | 200.000     |
| Kanada (MC)                  | 4× Platin                                                              | 400.000     |
| Neuseeland (RMNZ)            | 4× Platin                                                              | 60.000      |
| Niederlande (NVPI)           | 2× Platin                                                              | (200.000)   |
| Norwegen (IFPI)              | 2× Platin                                                              | (100.000)   |
| Österreich (IFPI)            | 2× Platin                                                              | (100.000)   |
| Schweden (IFPI)              | Platin                                                                 | (100.000)   |
| Schweiz (IFPI)               | Platin                                                                 | (50.000)    |
| Spanien (Promusicae)         | 2× Platin                                                              | (200.000)   |
| Vereinigte Staaten (RIAA)    | 6× Platin                                                              | 6.000.000   |
| Vereinigtes Königreich (BPI) | 5× Platin                                                              | (1.500.000) |
| Insgesamt                    | 57× Platin ·                                                           | 12.360.000  |

### The Ghost of Tom Joad
| Land/Region                  | Auszeichnungen für Musikverkäufe (Land/Region, Auszeichnung, Verkäufe) | Verkäufe  |
| ---------------------------- | ---------------------------------------------------------------------- | --------- |
| Australien (ARIA)            | Gold                                                                   | 35.000    |
| Brasilien (PMB)              | Gold                                                                   | 100.000   |
| Europa (IFPI)                | Platin                                                                 | 1.000.000 |
| Frankreich (SNEP)            | Gold                                                                   | (100.000) |
| Kanada (MC)                  | Gold                                                                   | 50.000    |
| Norwegen (IFPI)              | Gold                                                                   | (25.000)  |
| Österreich (IFPI)            | Gold                                                                   | (25.000)  |
| Spanien (Promusicae)         | Platin                                                                 | (100.000) |
| Vereinigte Staaten (RIAA)    | Gold                                                                   | 500.000   |
| Vereinigtes Königreich (BPI) | Gold                                                                   | (100.000) |
| Insgesamt                    | 8× Gold · 2× Platin ·                                                  | 1.685.000 |

### Tracks
| Land/Region                  | Auszeichnungen für Musikverkäufe (Land/Region, Auszeichnung, Verkäufe) | Verkäufe  |
| ---------------------------- | ---------------------------------------------------------------------- | --------- |
| Belgien (BRMA)               | Gold                                                                   | 25.000    |
| Kanada (MC)                  | Gold                                                                   | 50.000    |
| Vereinigte Staaten (RIAA)    | Platin                                                                 | 1.000.000 |
| Vereinigtes Königreich (BPI) | Silber                                                                 | 60.000    |
| Insgesamt                    | 1× Silber · 2× Gold · 1× Platin ·                                      | 1.135.000 |

### 18 Tracks
| Land/Region                  | Auszeichnungen für Musikverkäufe (Land/Region, Auszeichnung, Verkäufe) | Verkäufe |
| ---------------------------- | ---------------------------------------------------------------------- | -------- |
| Schweden (IFPI)              | Gold                                                                   | 40.000   |
| Spanien (Promusicae)         | Platin                                                                 | 100.000  |
| Vereinigtes Königreich (BPI) | Silber                                                                 | 60.000   |
| Insgesamt                    | 1× Silber · 1× Gold · 1× Platin ·                                      | 200.000  |

### Live in New York City
| Land/Region                  | Auszeichnungen für Musikverkäufe (Land/Region, Auszeichnung, Verkäufe) | Verkäufe  |
| ---------------------------- | ---------------------------------------------------------------------- | --------- |
| Spanien (Promusicae)         | Gold                                                                   | 50.000    |
| Vereinigte Staaten (RIAA)    | Platin                                                                 | 1.000.000 |
| Vereinigtes Königreich (BPI) | Silber                                                                 | 60.000    |
| Insgesamt                    | 1× Silber · 1× Gold · 1× Platin ·                                      | 1.110.000 |

### The Rising
| Land/Region                  | Auszeichnungen für Musikverkäufe (Land/Region, Auszeichnung, Verkäufe) | Verkäufe    |
| ---------------------------- | ---------------------------------------------------------------------- | ----------- |
| Australien (ARIA)            | Platin                                                                 | 70.000      |
| Belgien (BRMA)               | Gold                                                                   | 25.000      |
| Dänemark (IFPI)              | Platin                                                                 | 40.000      |
| Deutschland (BVMI)           | Platin                                                                 | 300.000     |
| Europa (IFPI)                | Platin                                                                 | (1.000.000) |
| Finnland (IFPI)              | Gold                                                                   | 28.121      |
| Frankreich (SNEP)            | Gold                                                                   | 100.000     |
| Neuseeland (RMNZ)            | Platin                                                                 | 15.000      |
| Niederlande (NVPI)           | Gold                                                                   | 40.000      |
| Norwegen (IFPI)              | Platin                                                                 | 50.000      |
| Österreich (IFPI)            | Gold                                                                   | 20.000      |
| Schweden (IFPI)              | 2× Platin                                                              | 120.000     |
| Schweiz (IFPI)               | Gold                                                                   | 20.000      |
| Spanien (Promusicae)         | Platin                                                                 | 100.000     |
| Vereinigte Staaten (RIAA)    | 2× Platin                                                              | 2.000.000   |
| Vereinigtes Königreich (BPI) | Platin                                                                 | 300.000     |
| Insgesamt                    | 6× Gold · 12× Platin ·                                                 | 3.228.121   |

### The Essential Bruce Springsteen
| Land/Region                  | Auszeichnungen für Musikverkäufe (Land/Region, Auszeichnung, Verkäufe) | Verkäufe  |
| ---------------------------- | ---------------------------------------------------------------------- | --------- |
| Australien (ARIA)            | 2× Platin                                                              | 140.000   |
| Finnland (IFPI)              | Gold                                                                   | 15.736    |
| Italien (FIMI)               | Gold                                                                   | 25.000    |
| Neuseeland (RMNZ)            | Platin                                                                 | 15.000    |
| Norwegen (IFPI)              | Platin                                                                 | 40.000    |
| Schweden (IFPI)              | Gold                                                                   | 30.000    |
| Spanien (Promusicae)         | Gold                                                                   | 50.000    |
| Vereinigte Staaten (RIAA)    | 2× Platin                                                              | 2.000.000 |
| Vereinigtes Königreich (BPI) | Platin                                                                 | 300.000   |
| Insgesamt                    | 4× Gold · 7× Platin ·                                                  | 2.615.736 |

### Devils & Dust
| Land/Region                  | Auszeichnungen für Musikverkäufe (Land/Region, Auszeichnung, Verkäufe) | Verkäufe  |
| ---------------------------- | ---------------------------------------------------------------------- | --------- |
| Australien (ARIA)            | Gold                                                                   | 35.000    |
| Belgien (BRMA)               | Gold                                                                   | 25.000    |
| Dänemark (IFPI)              | Gold                                                                   | 20.000    |
| Deutschland (BVMI)           | Gold                                                                   | 100.000   |
| Irland (IRMA)                | Platin                                                                 | 15.000    |
| Kanada (MC)                  | Gold                                                                   | 50.000    |
| Neuseeland (RMNZ)            | Gold                                                                   | 7.500     |
| Österreich (IFPI)            | Gold                                                                   | 15.000    |
| Schweden (IFPI)              | Gold                                                                   | 30.000    |
| Spanien (Promusicae)         | 2× Platin                                                              | 200.000   |
| Vereinigte Staaten (RIAA)    | Gold                                                                   | 500.000   |
| Vereinigtes Königreich (BPI) | Gold                                                                   | 100.000   |
| Insgesamt                    | 10× Gold · 3× Platin ·                                                 | 1.107.500 |

### We Shall Overcome: The Seeger Sessions
| Land/Region                  | Auszeichnungen für Musikverkäufe (Land/Region, Auszeichnung, Verkäufe) | Verkäufe  |
| ---------------------------- | ---------------------------------------------------------------------- | --------- |
| Dänemark (IFPI)              | Platin                                                                 | 40.000    |
| Deutschland (BVMI)           | Gold                                                                   | 100.000   |
| Irland (IRMA)                | 2× Platin                                                              | 30.000    |
| Kanada (MC)                  | Gold                                                                   | 50.000    |
| Schweden (IFPI)              | Gold                                                                   | 30.000    |
| Spanien (Promusicae)         | 2× Platin                                                              | 160.000   |
| Vereinigte Staaten (RIAA)    | Gold                                                                   | 500.000   |
| Vereinigtes Königreich (BPI) | Gold                                                                   | 100.000   |
| Insgesamt                    | 5× Gold · 5× Platin ·                                                  | 1.010.000 |

### Live in Dublin
| Land/Region          | Auszeichnungen für Musikverkäufe (Land/Region, Auszeichnung, Verkäufe) | Verkäufe |
| -------------------- | ---------------------------------------------------------------------- | -------- |
| Dänemark (IFPI)      | Gold                                                                   | 15.000   |
| Irland (IRMA)        | Platin                                                                 | 15.000   |
| Spanien (Promusicae) | Platin                                                                 | 80.000   |
| Insgesamt            | 1× Gold · 2× Platin ·                                                  | 110.000  |

### Magic
| Land/Region                  | Auszeichnungen für Musikverkäufe (Land/Region, Auszeichnung, Verkäufe) | Verkäufe  |
| ---------------------------- | ---------------------------------------------------------------------- | --------- |
| Australien (ARIA)            | Gold                                                                   | 35.000    |
| Belgien (BRMA)               | Gold                                                                   | (15.000)  |
| Dänemark (IFPI)              | Platin                                                                 | (30.000)  |
| Deutschland (BVMI)           | Platin                                                                 | (200.000) |
| Europa (IFPI)                | Platin                                                                 | 1.000.000 |
| Finnland (IFPI)              | —                                                                      | (14.966)  |
| Irland (IRMA)                | 3× Platin                                                              | (45.000)  |
| Italien (FIMI)               | —                                                                      | (120.000) |
| Neuseeland (RMNZ)            | Gold                                                                   | 7.500     |
| Niederlande (NVPI)           | Gold                                                                   | (35.000)  |
| Österreich (IFPI)            | Gold                                                                   | (10.000)  |
| Schweden (IFPI)              | 2× Platin                                                              | (80.000)  |
| Schweiz (IFPI)               | Gold                                                                   | (15.000)  |
| Spanien (Promusicae)         | Platin                                                                 | (80.000)  |
| Vereinigte Staaten (RIAA)    | Platin                                                                 | 1.000.000 |
| Vereinigtes Königreich (BPI) | Gold                                                                   | (100.000) |
| Insgesamt                    | 6× Gold · 10× Platin ·                                                 | 2.077.500 |

### Working on a Dream
| Land/Region                  | Auszeichnungen für Musikverkäufe (Land/Region, Auszeichnung, Verkäufe) | Verkäufe  |
| ---------------------------- | ---------------------------------------------------------------------- | --------- |
| Belgien (BRMA)               | Gold                                                                   | 15.000    |
| Dänemark (IFPI)              | Platin                                                                 | 30.000    |
| Deutschland (BVMI)           | Gold                                                                   | 100.000   |
| Finnland (IFPI)              | Gold                                                                   | 12.410    |
| Irland (IRMA)                | 2× Platin                                                              | 30.000    |
| Italien (FIMI)               | Platin                                                                 | 70.000    |
| Kanada (MC)                  | Platin                                                                 | 80.000    |
| Niederlande (NVPI)           | Gold                                                                   | 30.000    |
| Österreich (IFPI)            | Gold                                                                   | 10.000    |
| Schweden (IFPI)              | Platin                                                                 | 40.000    |
| Schweiz (IFPI)               | Gold                                                                   | 15.000    |
| Spanien (Promusicae)         | Platin                                                                 | 60.000    |
| Vereinigte Staaten (RIAA)    | Gold                                                                   | 500.000   |
| Vereinigtes Königreich (BPI) | Gold                                                                   | 100.000   |
| Insgesamt                    | 8× Gold · 7× Platin ·                                                  | 1.092.410 |

### Greatest Hits (Bruce Springsteen & The E Street Band)
| Land/Region                  | Auszeichnungen für Musikverkäufe (Land/Region, Auszeichnung, Verkäufe) | Verkäufe |
| ---------------------------- | ---------------------------------------------------------------------- | -------- |
| Dänemark (IFPI)              | Platin                                                                 | 20.000   |
| Italien (FIMI)               | Gold                                                                   | 35.000   |
| Vereinigtes Königreich (BPI) | Gold                                                                   | 100.000  |
| Insgesamt                    | 2× Gold · 1× Platin ·                                                  | 155.000  |

### The Collection 1973 – 84
| Land/Region                  | Auszeichnungen für Musikverkäufe (Land/Region, Auszeichnung, Verkäufe) | Verkäufe |
| ---------------------------- | ---------------------------------------------------------------------- | -------- |
| Vereinigtes Königreich (BPI) | Silber                                                                 | 60.000   |
| Insgesamt                    | 1× Silber ·                                                            | 60.000   |

### The Promise
| Land/Region                  | Auszeichnungen für Musikverkäufe (Land/Region, Auszeichnung, Verkäufe) | Verkäufe |
| ---------------------------- | ---------------------------------------------------------------------- | -------- |
| Dänemark (IFPI)              | Gold                                                                   | 15.000   |
| Deutschland (BVMI)           | Gold                                                                   | 100.000  |
| Irland (IRMA)                | Platin                                                                 | 15.000   |
| Italien (FIMI)               | Platin                                                                 | 60.000   |
| Schweden (IFPI)              | Platin                                                                 | 40.000   |
| Spanien (Promusicae)         | Gold                                                                   | 30.000   |
| Vereinigte Staaten (RIAA)    | Gold                                                                   | 500.000  |
| Vereinigtes Königreich (BPI) | Gold                                                                   | 100.000  |
| Insgesamt                    | 5× Gold · 3× Platin ·                                                  | 870.000  |

### Wrecking Ball
| Land/Region                  | Auszeichnungen für Musikverkäufe (Land/Region, Auszeichnung, Verkäufe) | Verkäufe  |
| ---------------------------- | ---------------------------------------------------------------------- | --------- |
| Australien (ARIA)            | Gold                                                                   | 35.000    |
| Deutschland (BVMI)           | Platin                                                                 | 200.000   |
| Finnland (IFPI)              | Platin                                                                 | 21.463    |
| Frankreich (SNEP)            | Gold                                                                   | 50.000    |
| Irland (IRMA)                | Platin                                                                 | 15.000    |
| Italien (FIMI)               | Platin                                                                 | 60.000    |
| Kanada (MC)                  | Gold                                                                   | 40.000    |
| Österreich (IFPI)            | Gold                                                                   | 10.000    |
| Portugal (AFP)               | Gold                                                                   | 10.000    |
| Schweden (IFPI)              | Platin                                                                 | 40.000    |
| Schweiz (IFPI)               | Gold                                                                   | 15.000    |
| Spanien (Promusicae)         | Platin                                                                 | 40.000    |
| Vereinigte Staaten (RIAA)    | Gold                                                                   | 506.000   |
| Vereinigtes Königreich (BPI) | Gold                                                                   | 100.000   |
| Insgesamt                    | 8× Gold · 6× Platin ·                                                  | 1.141.000 |

### High Hopes
| Land/Region                  | Auszeichnungen für Musikverkäufe (Land/Region, Auszeichnung, Verkäufe) | Verkäufe |
| ---------------------------- | ---------------------------------------------------------------------- | -------- |
| Australien (ARIA)            | Gold                                                                   | 35.000   |
| Deutschland (BVMI)           | Gold                                                                   | 100.000  |
| Frankreich (SNEP)            | Gold                                                                   | 50.000   |
| Italien (FIMI)               | Platin                                                                 | 50.000   |
| Neuseeland (RMNZ)            | Gold                                                                   | 7.500    |
| Österreich (IFPI)            | Gold                                                                   | 10.000   |
| Schweden (IFPI)              | Gold                                                                   | 20.000   |
| Schweiz (IFPI)               | Gold                                                                   | 10.000   |
| Spanien (Promusicae)         | Gold                                                                   | 20.000   |
| Vereinigtes Königreich (BPI) | Gold                                                                   | 100.000  |
| Insgesamt                    | 9× Gold · 1× Platin ·                                                  | 402.500  |

### The Ties That Bind: The River Collection
| Land/Region                  | Auszeichnungen für Musikverkäufe (Land/Region, Auszeichnung, Verkäufe) | Verkäufe |
| ---------------------------- | ---------------------------------------------------------------------- | -------- |
| Vereinigtes Königreich (BPI) | Silber                                                                 | 60.000   |
| Insgesamt                    | 1× Silber ·                                                            | 60.000   |

### Chapter And Verse
| Land/Region                  | Auszeichnungen für Musikverkäufe (Land/Region, Auszeichnung, Verkäufe) | Verkäufe |
| ---------------------------- | ---------------------------------------------------------------------- | -------- |
| Australien (ARIA)            | Gold                                                                   | 35.000   |
| Italien (FIMI)               | Gold                                                                   | 25.000   |
| Vereinigtes Königreich (BPI) | Silber                                                                 | 60.000   |
| Insgesamt                    | 1× Silber · 2× Gold ·                                                  | 120.000  |

### Springsteen on Broadway
| Land/Region                  | Auszeichnungen für Musikverkäufe (Land/Region, Auszeichnung, Verkäufe) | Verkäufe |
| ---------------------------- | ---------------------------------------------------------------------- | -------- |
| Italien (FIMI)               | Gold                                                                   | 25.000   |
| Vereinigtes Königreich (BPI) | Silber                                                                 | 60.000   |
| Insgesamt                    | 1× Silber · 1× Gold ·                                                  | 85.000   |

### Western Stars
| Land/Region                  | Auszeichnungen für Musikverkäufe (Land/Region, Auszeichnung, Verkäufe) | Verkäufe |
| ---------------------------- | ---------------------------------------------------------------------- | -------- |
| Deutschland (BVMI)           | Gold                                                                   | 100.000  |
| Frankreich (SNEP)            | Gold                                                                   | 50.000   |
| Italien (FIMI)               | Platin                                                                 | 50.000   |
| Spanien (Promusicae)         | Gold                                                                   | 20.000   |
| Vereinigtes Königreich (BPI) | Gold                                                                   | 100.000  |
| Insgesamt                    | 4× Gold · 1× Platin ·                                                  | 320.000  |

### Letter to You
| Land/Region                  | Auszeichnungen für Musikverkäufe (Land/Region, Auszeichnung, Verkäufe) | Verkäufe |
| ---------------------------- | ---------------------------------------------------------------------- | -------- |
| Deutschland (BVMI)           | Gold                                                                   | 100.000  |
| Frankreich (SNEP)            | Gold                                                                   | 50.000   |
| Italien (FIMI)               | Platin                                                                 | 50.000   |
| Schweden (IFPI)              | Gold                                                                   | 15.000   |
| Schweiz (IFPI)               | Gold                                                                   | 10.000   |
| Spanien (Promusicae)         | Gold                                                                   | 20.000   |
| Vereinigtes Königreich (BPI) | Gold                                                                   | 100.000  |
| Insgesamt                    | 6× Gold · 1× Platin ·                                                  | 345.000  |

### Only the Strong Survive
| Land/Region                  | Auszeichnungen für Musikverkäufe (Land/Region, Auszeichnung, Verkäufe) | Verkäufe |
| ---------------------------- | ---------------------------------------------------------------------- | -------- |
| Frankreich (SNEP)            | Gold                                                                   | 50.000   |
| Italien (FIMI)               | Gold                                                                   | 25.000   |
| Spanien (Promusicae)         | Gold                                                                   | 20.000   |
| Vereinigtes Königreich (BPI) | Silber                                                                 | 60.000   |
| Insgesamt                    | 1× Silber · 3× Gold ·                                                  | 155.000  |

### Best of Bruce Springsteen
| Land/Region                  | Auszeichnungen für Musikverkäufe (Land/Region, Auszeichnung, Verkäufe) | Verkäufe |
| ---------------------------- | ---------------------------------------------------------------------- | -------- |
| Neuseeland (RMNZ)            | Gold                                                                   | 7.500    |
| Vereinigtes Königreich (BPI) | Gold                                                                   | 100.000  |
| Insgesamt                    | 2× Gold ·                                                              | 107.500  |

## Auszeichnungen nach Singles

### Born to Run
| Land/Region                  | Auszeichnungen für Musikverkäufe (Land/Region, Auszeichnung, Verkäufe) | Verkäufe  |
| ---------------------------- | ---------------------------------------------------------------------- | --------- |
| Australien (ARIA)            | 2× Platin                                                              | 140.000   |
| Italien (FIMI)               | Gold                                                                   | 25.000    |
| Neuseeland (RMNZ)            | 2× Platin                                                              | 60.000    |
| Vereinigte Staaten (RIAA)    | 2× Platin                                                              | 2.000.000 |
| Vereinigtes Königreich (BPI) | Platin                                                                 | 600.000   |
| Insgesamt                    | 1× Gold · 7× Platin ·                                                  | 2.825.000 |

### Rosalita (Come Out Tonight)
| Land/Region               | Auszeichnungen für Musikverkäufe (Land/Region, Auszeichnung, Verkäufe) | Verkäufe |
| ------------------------- | ---------------------------------------------------------------------- | -------- |
| Vereinigte Staaten (RIAA) | Gold                                                                   | 500.000  |
| Insgesamt                 | 1× Gold ·                                                              | 500.000  |

### Hungry Heart
| Land/Region                  | Auszeichnungen für Musikverkäufe (Land/Region, Auszeichnung, Verkäufe) | Verkäufe  |
| ---------------------------- | ---------------------------------------------------------------------- | --------- |
| Australien (ARIA)            | Platin                                                                 | 70.000    |
| Dänemark (IFPI)              | Gold                                                                   | 45.000    |
| Neuseeland (RMNZ)            | Platin                                                                 | 30.000    |
| Spanien (Promusicae)         | Gold                                                                   | 30.000    |
| Vereinigte Staaten (RIAA)    | Gold                                                                   | 500.000   |
| Vereinigtes Königreich (BPI) | Gold                                                                   | 400.000   |
| Insgesamt                    | 4× Gold · 2× Platin ·                                                  | 1.075.000 |

### The River
| Land/Region                  | Auszeichnungen für Musikverkäufe (Land/Region, Auszeichnung, Verkäufe) | Verkäufe |
| ---------------------------- | ---------------------------------------------------------------------- | -------- |
| Australien (ARIA)            | Platin                                                                 | 70.000   |
| Dänemark (IFPI)              | Gold                                                                   | 45.000   |
| Neuseeland (RMNZ)            | Gold                                                                   | 15.000   |
| Spanien (Promusicae)         | Gold                                                                   | 30.000   |
| Vereinigte Staaten (RIAA)    | Gold                                                                   | 500.000  |
| Vereinigtes Königreich (BPI) | Silber                                                                 | 200.000  |
| Insgesamt                    | 1× Silber · 4× Gold · 1× Platin ·                                      | 860.000  |

### Dancing in the Dark
| Land/Region                  | Auszeichnungen für Musikverkäufe (Land/Region, Auszeichnung, Verkäufe) | Verkäufe  |
| ---------------------------- | ---------------------------------------------------------------------- | --------- |
| Australien (ARIA)            | 9× Platin                                                              | 630.000   |
| Dänemark (IFPI)              | Platin                                                                 | 90.000    |
| Deutschland (BVMI)           | Gold                                                                   | 300.000   |
| Italien (FIMI)               | Platin                                                                 | 100.000   |
| Kanada (MC)                  | Platin                                                                 | 100.000   |
| Mexiko (AMPROFON)            | 5× Gold                                                                | 150.000   |
| Neuseeland (RMNZ)            | 5× Platin                                                              | 150.000   |
| Portugal (AFP)               | Gold                                                                   | 5.000     |
| Spanien (Promusicae)         | 2× Platin                                                              | 120.000   |
| Vereinigte Staaten (RIAA)    | 4× Platin                                                              | 4.000.000 |
| Vereinigtes Königreich (BPI) | 3× Platin                                                              | 1.800.000 |
| Insgesamt                    | 3× Gold · 28× Platin ·                                                 | 7.345.000 |

### Cover Me
| Land/Region               | Auszeichnungen für Musikverkäufe (Land/Region, Auszeichnung, Verkäufe) | Verkäufe |
| ------------------------- | ---------------------------------------------------------------------- | -------- |
| Australien (ARIA)         | Gold                                                                   | 35.000   |
| Vereinigte Staaten (RIAA) | Gold                                                                   | 500.000  |
| Insgesamt                 | 2× Gold ·                                                              | 535.000  |

### Born in the U.S.A.
| Land/Region                  | Auszeichnungen für Musikverkäufe (Land/Region, Auszeichnung, Verkäufe) | Verkäufe  |
| ---------------------------- | ---------------------------------------------------------------------- | --------- |
| Australien (ARIA)            | 3× Platin                                                              | 210.000   |
| Dänemark (IFPI)              | Platin                                                                 | 90.000    |
| Deutschland (BVMI)           | Gold                                                                   | 250.000   |
| Neuseeland (RMNZ)            | 2× Platin                                                              | 60.000    |
| Italien (FIMI)               | Platin                                                                 | 70.000    |
| Portugal (AFP)               | Gold                                                                   | 5.000     |
| Spanien (Promusicae)         | Platin                                                                 | 60.000    |
| Vereinigte Staaten (RIAA)    | 3× Platin                                                              | 3.000.000 |
| Vereinigtes Königreich (BPI) | Platin                                                                 | 600.000   |
| Insgesamt                    | 2× Gold · 12× Platin ·                                                 | 3.745.000 |

### Glory Days
| Land/Region                  | Auszeichnungen für Musikverkäufe (Land/Region, Auszeichnung, Verkäufe) | Verkäufe  |
| ---------------------------- | ---------------------------------------------------------------------- | --------- |
| Australien (ARIA)            | 2× Platin                                                              | 140.000   |
| Neuseeland (RMNZ)            | Platin                                                                 | 30.000    |
| Vereinigte Staaten (RIAA)    | Platin                                                                 | 1.000.000 |
| Vereinigtes Königreich (BPI) | Silber                                                                 | 200.000   |
| Insgesamt                    | 1× Silber · 4× Platin ·                                                | 1.370.000 |

### I’m on Fire
| Land/Region                  | Auszeichnungen für Musikverkäufe (Land/Region, Auszeichnung, Verkäufe) | Verkäufe  |
| ---------------------------- | ---------------------------------------------------------------------- | --------- |
| Dänemark (IFPI)              | Platin                                                                 | 90.000    |
| Deutschland (BVMI)           | Gold                                                                   | 250.000   |
| Italien (FIMI)               | Platin                                                                 | 100.000   |
| Neuseeland (RMNZ)            | 4× Platin                                                              | 120.000   |
| Spanien (Promusicae)         | Gold                                                                   | 30.000    |
| Vereinigte Staaten (RIAA)    | 2× Platin                                                              | 2.000.000 |
| Vereinigtes Königreich (BPI) | Platin                                                                 | 600.000   |
| Insgesamt                    | 2× Gold · 9× Platin ·                                                  | 3.190.000 |

### My Hometown
| Land/Region               | Auszeichnungen für Musikverkäufe (Land/Region, Auszeichnung, Verkäufe) | Verkäufe  |
| ------------------------- | ---------------------------------------------------------------------- | --------- |
| Australien (ARIA)         | Gold                                                                   | 35.000    |
| Kanada (MC)               | Gold                                                                   | 50.000    |
| Neuseeland (RMNZ)         | Gold                                                                   | 15.000    |
| Vereinigte Staaten (RIAA) | Platin                                                                 | 1.000.000 |
| Insgesamt                 | 3× Gold · 1× Platin ·                                                  | 1.100.000 |

### Santa Claus Is Comin’ to Town
| Land/Region                  | Auszeichnungen für Musikverkäufe (Land/Region, Auszeichnung, Verkäufe) | Verkäufe  |
| ---------------------------- | ---------------------------------------------------------------------- | --------- |
| Australien (ARIA)            | Gold                                                                   | 35.000    |
| Dänemark (IFPI)              | Gold                                                                   | 45.000    |
| Italien (FIMI)               | Platin                                                                 | 100.000   |
| Neuseeland (RMNZ)            | Gold                                                                   | 15.000    |
| Vereinigte Staaten (RIAA)    | Platin                                                                 | 1.000.000 |
| Vereinigtes Königreich (BPI) | Platin                                                                 | 600.000   |
| Insgesamt                    | 3× Gold · 3× Platin ·                                                  | 1.795.000 |

### Fire
| Land/Region       | Auszeichnungen für Musikverkäufe (Land/Region, Auszeichnung, Verkäufe) | Verkäufe |
| ----------------- | ---------------------------------------------------------------------- | -------- |
| Australien (ARIA) | 5× Platin                                                              | 350.000  |
| Insgesamt         | 5× Platin ·                                                            | 350.000  |

### Brilliant Disguise
| Land/Region       | Auszeichnungen für Musikverkäufe (Land/Region, Auszeichnung, Verkäufe) | Verkäufe |
| ----------------- | ---------------------------------------------------------------------- | -------- |
| Australien (ARIA) | Gold                                                                   | 35.000   |
| Insgesamt         | 1× Gold ·                                                              | 35.000   |

### Tougher Than The Rest
| Land/Region       | Auszeichnungen für Musikverkäufe (Land/Region, Auszeichnung, Verkäufe) | Verkäufe |
| ----------------- | ---------------------------------------------------------------------- | -------- |
| Australien (ARIA) | Gold                                                                   | 35.000   |
| Dänemark (IFPI)   | Gold                                                                   | 45.000   |
| Insgesamt         | 2× Gold ·                                                              | 80.000   |

### Human Touch
| Land/Region       | Auszeichnungen für Musikverkäufe (Land/Region, Auszeichnung, Verkäufe) | Verkäufe |
| ----------------- | ---------------------------------------------------------------------- | -------- |
| Australien (ARIA) | Gold                                                                   | 35.000   |
| Norwegen (IFPI)   | Gold                                                                   | 10.000   |
| Insgesamt         | 2× Gold ·                                                              | 45.000   |

### Streets of Philadelphia
| Land/Region                  | Auszeichnungen für Musikverkäufe (Land/Region, Auszeichnung, Verkäufe) | Verkäufe  |
| ---------------------------- | ---------------------------------------------------------------------- | --------- |
| Australien (ARIA)            | 3× Platin                                                              | 210.000   |
| Dänemark (IFPI)              | Platin                                                                 | 90.000    |
| Deutschland (BVMI)           | Gold                                                                   | 250.000   |
| Frankreich (SNEP)            | Gold                                                                   | 250.000   |
| Italien (FIMI)               | Platin                                                                 | 100.000   |
| Neuseeland (RMNZ)            | Platin                                                                 | 30.000    |
| Norwegen (IFPI)              | Gold                                                                   | 10.000    |
| Österreich (IFPI)            | Gold                                                                   | 15.000    |
| Spanien (Promusicae)         | Platin                                                                 | 60.000    |
| Vereinigte Staaten (RIAA)    | Platin                                                                 | 1.000.000 |
| Vereinigtes Königreich (BPI) | Platin                                                                 | 600.000   |
| Insgesamt                    | 4× Gold · 9× Platin ·                                                  | 2.605.000 |

### Secret Garden
| Land/Region                  | Auszeichnungen für Musikverkäufe (Land/Region, Auszeichnung, Verkäufe) | Verkäufe |
| ---------------------------- | ---------------------------------------------------------------------- | -------- |
| Australien (ARIA)            | Gold                                                                   | 35.000   |
| Neuseeland (RMNZ)            | Gold                                                                   | 15.000   |
| Vereinigte Staaten (RIAA)    | Gold                                                                   | 500.000  |
| Vereinigtes Königreich (BPI) | Silber                                                                 | 200.000  |
| Insgesamt                    | 1× Silber · 3× Gold ·                                                  | 750.000  |

### Radio Nowhere
| Land/Region               | Auszeichnungen für Musikverkäufe (Land/Region, Auszeichnung, Verkäufe) | Verkäufe |
| ------------------------- | ---------------------------------------------------------------------- | -------- |
| Vereinigte Staaten (RIAA) | Gold                                                                   | 500.000  |
| Insgesamt                 | 1× Gold ·                                                              | 500.000  |

## Auszeichnungen nach Liedern

### Thunder Road
| Land/Region                  | Auszeichnungen für Musikverkäufe (Land/Region, Auszeichnung, Verkäufe) | Verkäufe  |
| ---------------------------- | ---------------------------------------------------------------------- | --------- |
| Australien (ARIA)            | Gold                                                                   | 35.000    |
| Neuseeland (RMNZ)            | Gold                                                                   | 15.000    |
| Vereinigte Staaten (RIAA)    | Platin                                                                 | 1.000.000 |
| Vereinigtes Königreich (BPI) | Silber                                                                 | 200.000   |
| Insgesamt                    | 1× Silber · 2× Gold · 1× Platin ·                                      | 1.250.000 |

### Sandpaper
| Land/Region | Auszeichnungen für Musikverkäufe (Land/Region, Auszeichnung, Verkäufe) | Verkäufe |
| ----------- | ---------------------------------------------------------------------- | -------- |
| Kanada (MC) | Gold                                                                   | 40.000   |
| Insgesamt   | 1× Gold ·                                                              | 40.000   |

## Auszeichnungen nach Videoalben

### Video Anthology / 1978/88
| Land/Region                  | Auszeichnungen für Musikverkäufe (Land/Region, Auszeichnung, Verkäufe) | Verkäufe |
| ---------------------------- | ---------------------------------------------------------------------- | -------- |
| Australien (ARIA)            | 3× Platin                                                              | 45.000   |
| Deutschland (BVMI)           | Gold                                                                   | 25.000   |
| Frankreich (SNEP)            | Gold                                                                   | 25.000   |
| Kanada (MC)                  | 2× Platin                                                              | 20.000   |
| Vereinigte Staaten (RIAA)    | 3× Platin                                                              | 300.000  |
| Vereinigtes Königreich (BPI) | Gold                                                                   | 25.000   |
| Insgesamt                    | 3× Gold · 8× Platin ·                                                  | 440.000  |

### MTV Plugged
| Land/Region               | Auszeichnungen für Musikverkäufe (Land/Region, Auszeichnung, Verkäufe) | Verkäufe |
| ------------------------- | ---------------------------------------------------------------------- | -------- |
| Australien (ARIA)         | Platin                                                                 | 15.000   |
| Vereinigte Staaten (RIAA) | Gold                                                                   | 50.000   |
| Insgesamt                 | 1× Gold · 1× Platin ·                                                  | 65.000   |

### MTV Unplugged
| Land/Region                  | Auszeichnungen für Musikverkäufe (Land/Region, Auszeichnung, Verkäufe) | Verkäufe |
| ---------------------------- | ---------------------------------------------------------------------- | -------- |
| Neuseeland (RMNZ)            | Platin                                                                 | 5.000    |
| Vereinigte Staaten (RIAA)    | Gold                                                                   | 50.000   |
| Vereinigtes Königreich (BPI) | Gold                                                                   | 25.000   |
| Insgesamt                    | 2× Gold · 1× Platin ·                                                  | 80.000   |

### Blood Brothers
| Land/Region               | Auszeichnungen für Musikverkäufe (Land/Region, Auszeichnung, Verkäufe) | Verkäufe |
| ------------------------- | ---------------------------------------------------------------------- | -------- |
| Vereinigte Staaten (RIAA) | Gold                                                                   | 50.000   |
| Insgesamt                 | 1× Gold ·                                                              | 50.000   |

### The Complete Video Anthology / 1978–2000
| Land/Region          | Auszeichnungen für Musikverkäufe (Land/Region, Auszeichnung, Verkäufe) | Verkäufe |
| -------------------- | ---------------------------------------------------------------------- | -------- |
| Spanien (Promusicae) | Gold                                                                   | 10.000   |
| Insgesamt            | 1× Gold ·                                                              | 10.000   |

### Live in New York City
| Land/Region                  | Auszeichnungen für Musikverkäufe (Land/Region, Auszeichnung, Verkäufe) | Verkäufe |
| ---------------------------- | ---------------------------------------------------------------------- | -------- |
| Australien (ARIA)            | 2× Platin                                                              | 30.000   |
| Deutschland (BVMI)           | Gold                                                                   | 25.000   |
| Frankreich (SNEP)            | Gold                                                                   | 25.000   |
| Schweden (IFPI)              | Gold                                                                   | 10.000   |
| Spanien (Promusicae)         | 2× Platin                                                              | 50.000   |
| Vereinigte Staaten (RIAA)    | 3× Platin                                                              | 300.000  |
| Vereinigtes Königreich (BPI) | Platin                                                                 | 50.000   |
| Insgesamt                    | 3× Gold · 8× Platin ·                                                  | 490.000  |

### Live in Barcelona
| Land/Region                  | Auszeichnungen für Musikverkäufe (Land/Region, Auszeichnung, Verkäufe) | Verkäufe |
| ---------------------------- | ---------------------------------------------------------------------- | -------- |
| Australien (ARIA)            | 3× Platin                                                              | 45.000   |
| Dänemark (IFPI)              | Gold                                                                   | 10.000   |
| Deutschland (BVMI)           | Platin                                                                 | 50.000   |
| Frankreich (SNEP)            | Gold                                                                   | 10.000   |
| Österreich (IFPI)            | Gold                                                                   | 5.000    |
| Portugal (AFP)               | Platin                                                                 | 8.000    |
| Schweden (IFPI)              | Gold                                                                   | 10.000   |
| Spanien (Promusicae)         | 2× Platin                                                              | 50.000   |
| Vereinigte Staaten (RIAA)    | 4× Platin                                                              | 400.000  |
| Vereinigtes Königreich (BPI) | Platin                                                                 | 50.000   |
| Insgesamt                    | 4× Gold · 12× Platin ·                                                 | 638.000  |

### VH1 Storytellers
| Land/Region                  | Auszeichnungen für Musikverkäufe (Land/Region, Auszeichnung, Verkäufe) | Verkäufe |
| ---------------------------- | ---------------------------------------------------------------------- | -------- |
| Australien (ARIA)            | Platin                                                                 | 15.000   |
| Kanada (MC)                  | Platin                                                                 | 10.000   |
| Vereinigte Staaten (RIAA)    | Gold                                                                   | 50.000   |
| Vereinigtes Königreich (BPI) | Gold                                                                   | 25.000   |
| Insgesamt                    | 2× Gold · 2× Platin ·                                                  | 100.000  |

### Born to Run – The 30th Anniversary Edition
| Land/Region                  | Auszeichnungen für Musikverkäufe (Land/Region, Auszeichnung, Verkäufe) | Verkäufe |
| ---------------------------- | ---------------------------------------------------------------------- | -------- |
| Vereinigtes Königreich (BPI) | Platin                                                                 | 50.000   |
| Insgesamt                    | 1× Platin ·                                                            | 50.000   |

### Live in Dublin
| Land/Region                  | Auszeichnungen für Musikverkäufe (Land/Region, Auszeichnung, Verkäufe) | Verkäufe |
| ---------------------------- | ---------------------------------------------------------------------- | -------- |
| Australien (ARIA)            | Platin                                                                 | 15.000   |
| Finnland (IFPI)              | —                                                                      | 1.051    |
| Vereinigte Staaten (RIAA)    | Gold                                                                   | 50.000   |
| Vereinigtes Königreich (BPI) | Gold                                                                   | 25.000   |
| Insgesamt                    | 2× Gold · 1× Platin ·                                                  | 91.051   |

### London Calling: Live in Hyde Park
| Land/Region                  | Auszeichnungen für Musikverkäufe (Land/Region, Auszeichnung, Verkäufe) | Verkäufe |
| ---------------------------- | ---------------------------------------------------------------------- | -------- |
| Australien (ARIA)            | 2× Platin                                                              | 30.000   |
| Deutschland (BVMI)           | Gold                                                                   | 25.000   |
| Frankreich (SNEP)            | Gold                                                                   | 10.000   |
| Irland (IRMA)                | Gold                                                                   | 2.000    |
| Neuseeland (RMNZ)            | Gold                                                                   | 2.500    |
| Spanien (Promusicae)         | Gold                                                                   | 10.000   |
| Vereinigtes Königreich (BPI) | Gold                                                                   | 25.000   |
| Insgesamt                    | 6× Gold · 2× Platin ·                                                  | 104.500  |

### Western Stars
| Land/Region                  | Auszeichnungen für Musikverkäufe (Land/Region, Auszeichnung, Verkäufe) | Verkäufe |
| ---------------------------- | ---------------------------------------------------------------------- | -------- |
| Vereinigtes Königreich (BPI) | Gold                                                                   | 25.000   |
| Insgesamt                    | 1× Gold ·                                                              | 25.000   |

## Statistik und Quellen
| Land/RegionAuszeichnungen für Musikverkäufe (Land/Region, Auszeichnungen, Verkäufe, Quellen) | Silber       | Gold         | Platin         | Diamant     | Verkäufe     | Quellen                                                   |
| -------------------------------------------------------------------------------------------- | ------------ | ------------ | -------------- | ----------- | ------------ | --------------------------------------------------------- |
| Australien (ARIA)                                                                            | —            | 16× Gold16   | 78× Platin78   | —           | 5.305.000    | aria.com.au                                               |
| Belgien (BRMA)                                                                               | —            | 5× Gold5     | 2× Platin2     | —           | 230.000      | ultratop.be                                               |
| Brasilien (PMB)                                                                              | —            | Gold1        | —              | —           | 100.000      | pro-musicabr.org.br                                       |
| Dänemark (IFPI)                                                                              | —            | 7× Gold7     | 19× Platin19   | —           | 950.000      | ifpi.dk                                                   |
| Deutschland (BVMI)                                                                           | —            | 19× Gold19   | 8× Platin8     | —           | 5.825.000    | musikindustrie.de                                         |
| Europa (IFPI)                                                                                | —            | —            | 10× Platin10   | —           | (10.000.000) | ifpi.org (Memento vom 1. Januar 2014 im Internet Archive) |
| Finnland (IFPI)                                                                              | —            | 9× Gold9     | 4× Platin4     | —           | 476.466      | ifpi.fi                                                   |
| Frankreich (SNEP)                                                                            | —            | 19× Gold19   | 2× Platin2     | —           | 2.070.000    | infodisc.fr snepmusique.com                               |
| Irland (IRMA)                                                                                | —            | 2× Gold2     | 12× Platin12   | —           | 174.500      | irishcharts.ie                                            |
| Italien (FIMI)                                                                               | —            | 8× Gold8     | 14× Platin14   | —           | 1.290.000    | fimi.it                                                   |
| Japan (RIAJ)                                                                                 | —            | 2× Gold2     | Platin1        | —           | 400.000      | riaj.or.jp                                                |
| Kanada (MC)                                                                                  | —            | 9× Gold9     | 21× Platin21   | Diamant1    | 3.230.000    | musiccanada.com                                           |
| Mexiko (AMPROFON)                                                                            | —            | Gold1        | 3× Platin3     | —           | 400.000      | amprofon.com.mx                                           |
| Neuseeland (RMNZ)                                                                            | —            | 14× Gold14   | 45× Platin45   | —           | 1.072.500    | aotearoamusiccharts.co.nz NZ2 NZ3                         |
| Niederlande (NVPI)                                                                           | —            | 7× Gold7     | 5× Platin5     | —           | 805.000      | nvpi.nl                                                   |
| Norwegen (IFPI)                                                                              | —            | 3× Gold3     | 5× Platin5     | —           | 335.000      | ifpi.no                                                   |
| Österreich (IFPI)                                                                            | —            | 11× Gold11   | 2× Platin2     | —           | 260.000      | ifpi.at                                                   |
| Portugal (AFP)                                                                               | —            | 6× Gold6     | Platin1        | —           | 75.500       | Einzelnachweise                                           |
| Schweden (IFPI)                                                                              | —            | 9× Gold9     | 12× Platin12   | —           | 1.015.000    | sverigetopplistan.se                                      |
| Schweiz (IFPI)                                                                               | —            | 8× Gold8     | 6× Platin6     | —           | 435.000      | hitparade.ch                                              |
| Spanien (Promusicae)                                                                         | —            | 15× Gold15   | 25× Platin25   | —           | 2.220.000    | elportaldemusica.es ES2 ES3                               |
| Vereinigte Staaten (RIAA)                                                                    | —            | 16× Gold16   | 74× Platin74   | 2× Diamant2 | 90.756.000   | riaa.com                                                  |
| Vereinigtes Königreich (BPI)                                                                 | 14× Silber14 | 25× Gold25   | 24× Platin24   | —           | 12.400.000   | bpi.co.uk                                                 |
| Insgesamt                                                                                    | 14× Silber14 | 212× Gold212 | 373× Platin373 | 3× Diamant3 |              |                                                           |